# Tsuga thuja
Tsuga thuja là một loài thực vật hạt trần trong họ Pinaceae. Loài này được A. Murr. mô tả khoa học đầu tiên..